# Sam Morgan

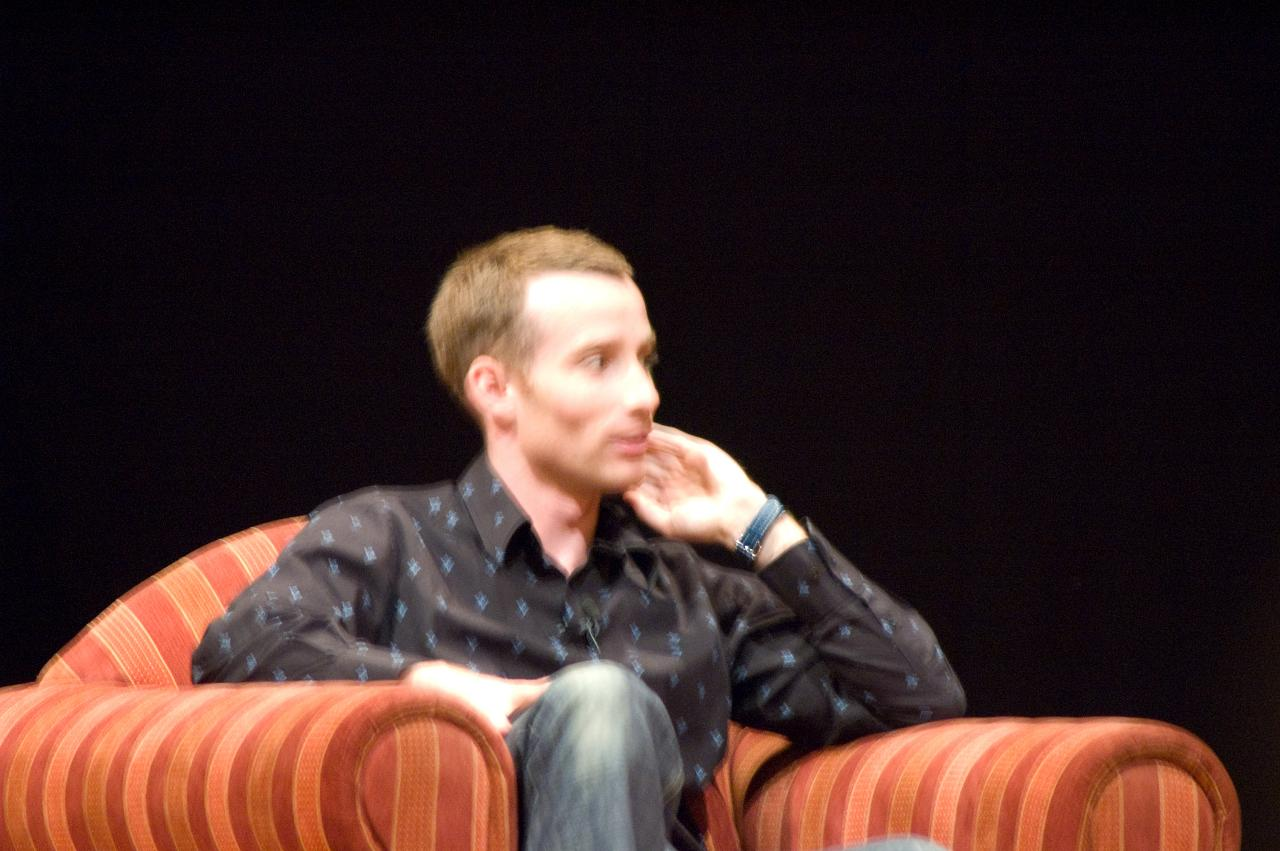
Sam Morgan w 2008 roku

Sam Morgan (ur. 1975) – nowozelandzki przedsiębiorca i informatyk, założyciel i właściciel serwisu TradeMe, największego internetowego serwisu aukcyjnego w Nowej Zelandii.